# إيفان زارودني

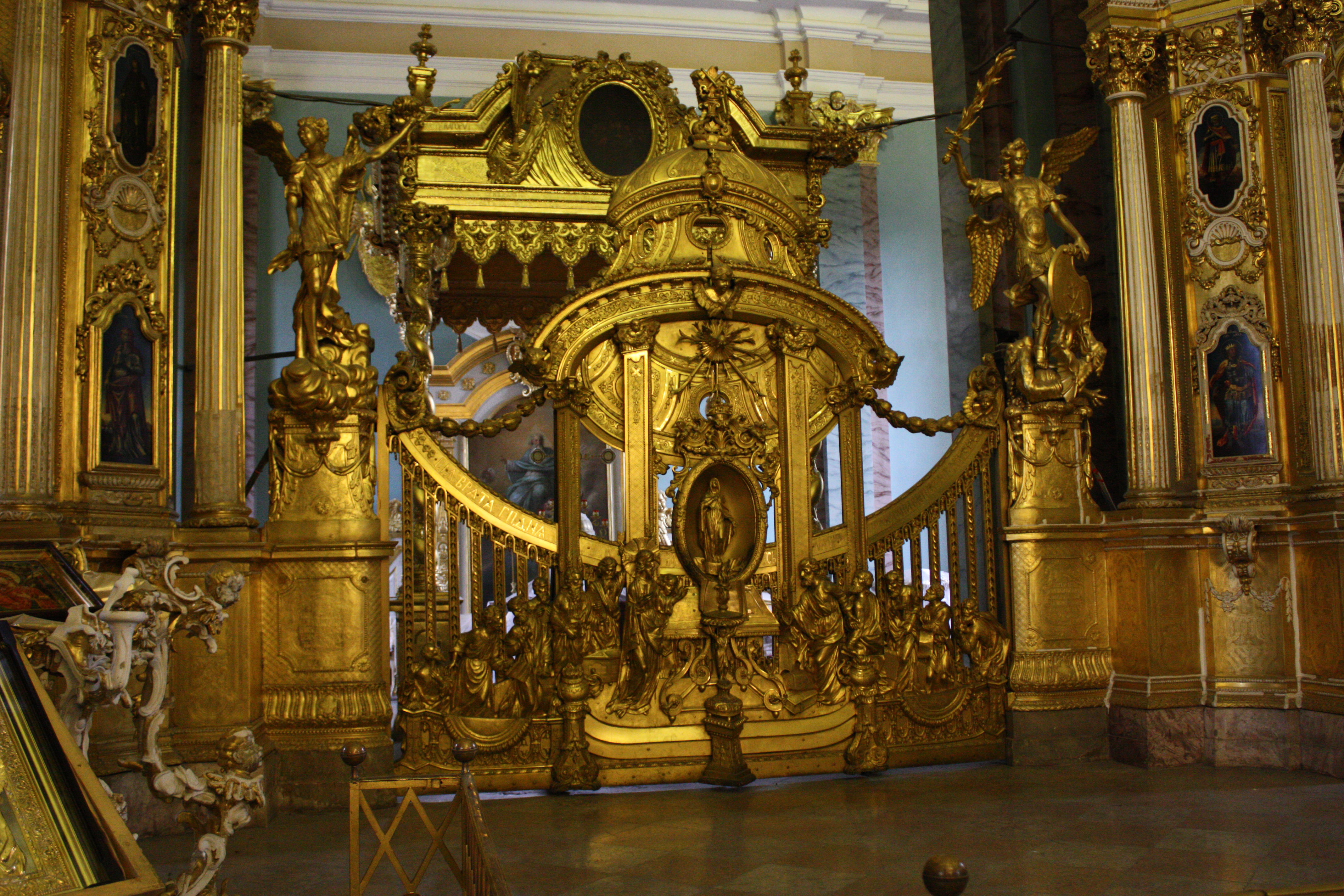
يُنسب مشهد أيقونة كاتدرائية بطرس وبولس إلى زارودني

إيفان بتروفيتش زارودني (بالأوكرانية: Зарудний Іван Петрович) كان نحاتاً على الخشب ورساماً يستخدم الطراز الباروكي من سلوبودا أوكرانيا [الإنجليزية] وكان نشطاً في موسكو إبان عهد بطرس الأكبر. من بين أعماله العديد من مشاهدالأيقونات المتقنة وأقواس النصر المبنية من الخشب للاحتفال بانتصار بطرس في معركة بولتافا. لا يُعرف عنه سوى القليل جداً. وخلال الحقبة السوفيتية، نُسب الكثير من أعمال العمارة الباروكية البطرسية [الإنجليزية] المبكرة في منطقة موسكو، بما في ذلك برج مينشيكوف وكنيسة القديس يوحنا المحارب، إلى هذه الشخصية الغامضة. أما بالنسبة للكتابات الأحدث، فقد «صُنف زارودني كونه نحات خشب ماهر ورسام أيقونات في خدمة أساتذة أوروبيين جلبهم بطرس الأول».

## سيرته
انتمي زارودني لعائلة ثرية من القوزاق. ولد في كييف. في ثمانينيات القرن السابع عشر، ودرس في أكاديمية كييف موهيلا. بعد ذلك درس في إيطاليا ودرس الفن الزخرفي الأوروبي. عند عودته، انضم إلى مكتب الهيتمان إيفان مازيبا.
افترض هريهوري لوجفين أن زارودني هو مؤلف مشروع كاتدرائية عيد الغطاس في دير كييف-الأخوة بسبب الاختلافات الأسلوبية للمبنى عن الأعمال الأخرى للمهندس المعماري الموسكوفي يوسف ستارتسيف.
بناء على طلب بيتر الأول، أرسل هيتمان إيفان مازيبا في 1690 زارودني إلى موسكو، حيث شيد في 1696 قوس خشبي تكريماً لغزو آزوف. ومن هذه اللحظة فصاعداً، لم يُسمح له بالعودة إلى أوكرانيا لفترة طويلة من الزمن. في 1701، تحت رعاية ستيفان يافورسكي، قُبل إيفان زارودني في الخدمة الملكية بأمر شخصي. في البداية، عمل زارودني في موسكو، ثم في سانت بطرسبرغ، وكان يزور كييف أحياناً. لقد جلب العديد من عناصر الباروك الأوكراني إلى عمارة الإمبراطورية الروسية.
بنى زارودني مستشفى موسكو في 1706. في 1701-1707، وما يسمى برج مينشيكوفا في موسكو وعدد من الأقواس الاحتفالية تكريماً لانتصارات القيصرية، المخصصة لمعركة بولتافا في 1709، وإبرام معاهدة نيستاد في 1721.
نفذ زارودني العديد من الطلبات من مؤسسات الدولة والكنائس والأديرة لفترة طويلة. هذه هي كنيسة بطرس وبولس في شارع نوفوباسمانايا في 1719، وبوابات السينودس لكاتدرائية كازان في 1721، وكاتدرائية سباسكي في دير زايكونوسباسكي، وكنيسة أيقونة تيخفين لوالدة الرب في دير الدون، وكنيسة إيفان المحارب في 1709-1713، وإعادة بناء غرفة أفيركي كيريلوف، وبناء الغرف البطريركية وكنيسة الرسل الاثني عشر في 1721-1724، وإصلاح الغرفة ذات الأوجه في الكرملين. وفقاً لمشروع زارودني، بُني مبنى السينودس في 1722.
ترأس الغرفة الإيزوغرافية في مجلس الشيوخ في 1707، أي أنه أصبح رئيسا لجميع المهندسين المعماريين والفنانين في روسيا القيصرية. بعد ذلك، ترأس قسم غرفة الأسلحة، حيث شارك في تصميم وتصنيع الأيقونسطاس (حامل الأيقونات). وطور 7 مشاريع للأيقونسطاس، والتي أصبحت فيما بعد أساساً لجميع المشاريع الأخرى في الإمبراطورية الروسية خلال هذا القرن. حالياً فإن هذه الأيقونسطاس محفوظة في كاتدرائية القديس إسحاق وكاتدرائية بطرس وبولس في سانت بطرسبرغ في 1722-1727، وفي كاتدرائية التجلي في تالين (كنيسة القديس ميخائيل السويدية حالياً) في 1719. بالإضافة إلى ذلك، عمل زارودني رسومات للبرج الخشبي لكاتدرائية بطرس وبولس.
توفي إيفان زارودني في 1727 في سان بطرسبرج.

## معرض الصور

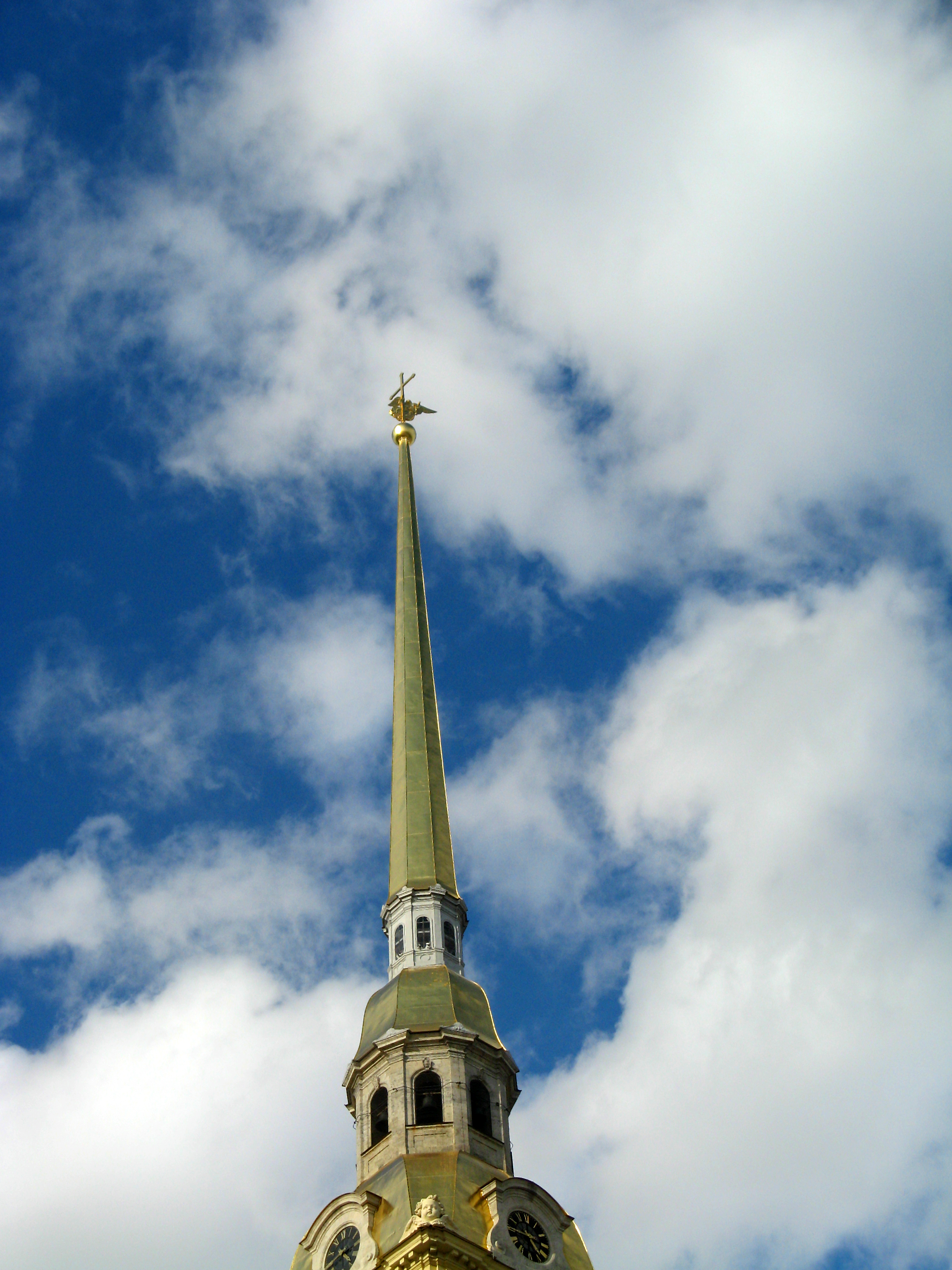
برج كاتدرائية بطرس وبولس
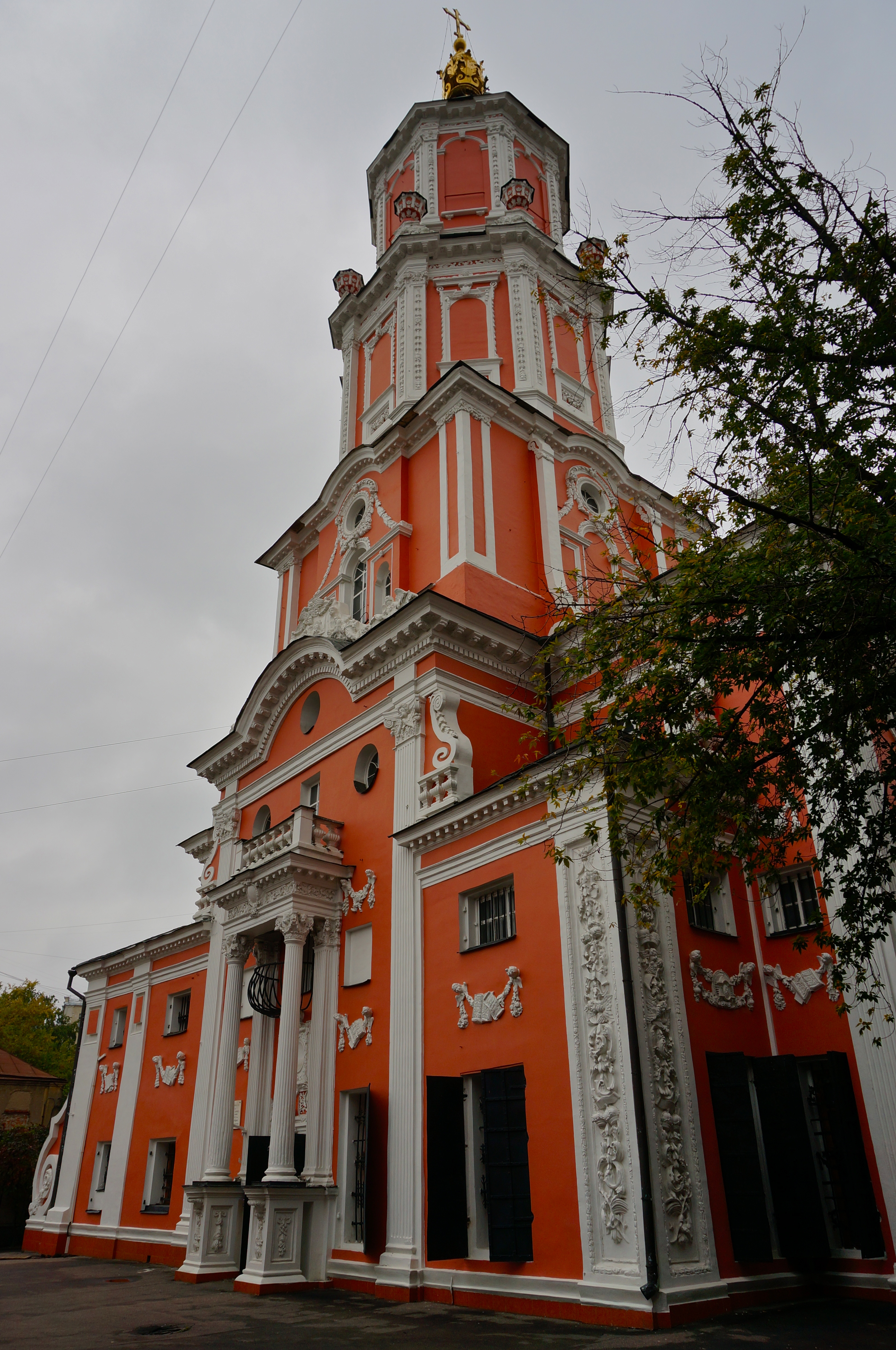
برج مينشيكوفا (بعد ترميمه)
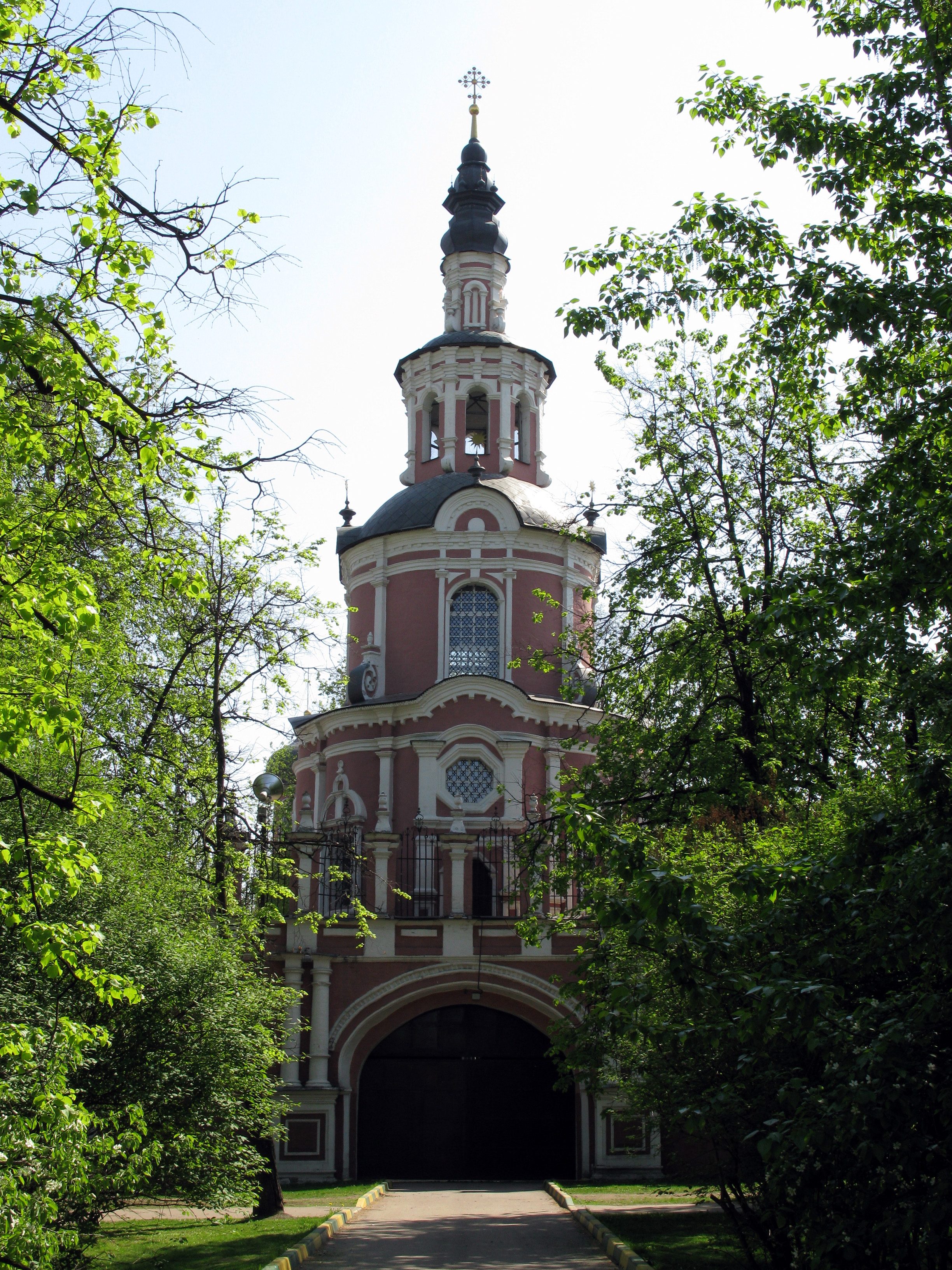
كنيسة أيقونة تيخفين لوالدة الإله بدير الدون، روسيا
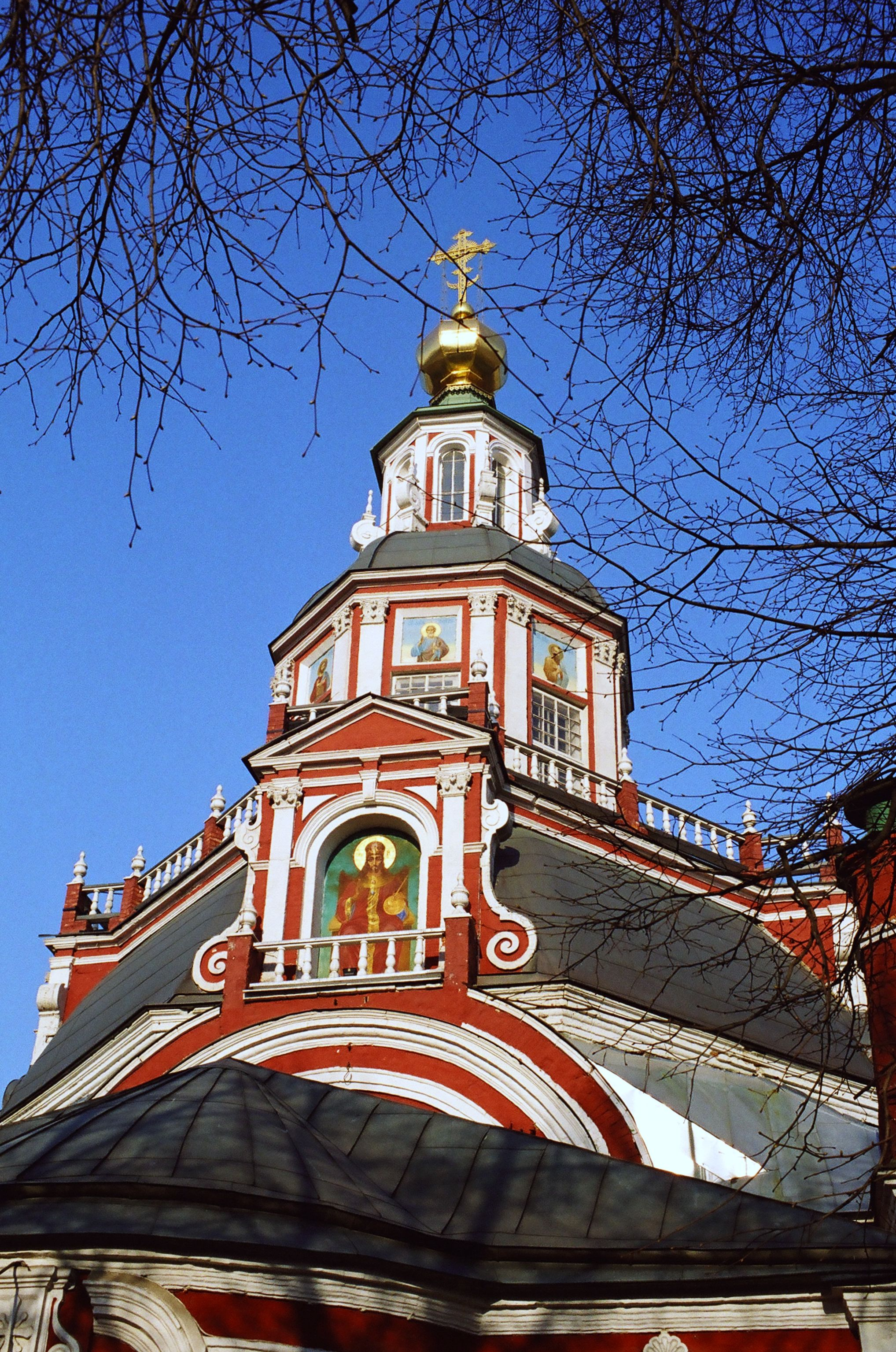
كنيسة إيفان المحارب